# Washington County, Maine
Washington County är ett county i östra delen av delstaten Maine. Det är ett av sexton countyn i staten. Den administrativa huvudorten (county seat) är Machias och ligger cirka 230 km nordost om delstatens huvudstad Augusta och cirka 40 km sydväst om gränsen till Kanada. År 2010 hade countyt 32 856 invånare. Countyt fick sitt namn efter George Washington, USA:s förste president.

## Geografi
Enligt United States Census Bureau har countyt en total area på 8 430 km². 6 652 km² av den arean är land och 1 778 km² är vatten.

### Angränsande countyn
- Hancock County, Maine - sydväst
- Aroostook County, Maine - nordväst
- Penobscot County, Maine - nordväst
- Gränsar till Kanada - nordöst och öst

## Större städer och samhällen
- Calais
- Eastport
- Lubec, USA:s östligaste kommun
- Machias (huvudort)